# Udo Nwoko
Udo Nwoko (Abia, 5 giugno 1976) è un ex calciatore nigeriano naturalizzato maltese, di ruolo centrocampista.

## Carriera

### Club
Ha giocato nella massima serie di Malta, Portogallo, Brasile, Grecia, Cipro, Iran e Galles.

### Nazionale
Ha sposato una donna maltese e ha preso la cittadinanza, divenendo quindi convocabile dalla rappresentativa nazionale con cui ha poi giocato 9 partite nel 2007-2008.